# Leél-Őssy Szabolcs
Leél-Őssy Szabolcs (Budapest, 1960. március 13. –) magyar geológus, barlangkutató, hegymászó, szakíró, a földtudományok kandidátusa, az ELTE Természettudományi Kar egyetemi docense.

## Élete
Apja Leél-Őssy Sándor. Geológus oklevelét 1984-ben szerezte, s ettől az évtől az ELTE Természettudományi Kar Általános és Alkalmazott Földtani Tanszékén dolgozik a tudományos segédmunkatársi minősítéstől az egyetemi docensig.

### Barlangkutató tevékenysége
A Rózsadombi Kinizsi Barlangkutató és Hegymászó Sportegyesület elnökhelyettese 1986-tól. A Magyar Karszt- és Barlangkutató Társulat választmányi tagja 1986-tól, elnökségi tagja 1990-től, főtitkára 1994-1995-ben, társelnöke 1996-2004 között, elnöke 2004-től jelenleg is. 2000-ben Vass Imre-éremmel tüntették ki. 2009-ben a Magyar Érdemrend lovagkeresztje kitüntetésben részesült a budai termálkarszt barlangjainak feltáró kutatása, tudományos vizsgálata és védelme terén két és fél évtizedes sokoldalú munkássága elismeréseként. 2013-ban Budapest díszpolgárának választották.

### Hegymászó tevékenysége
Szinte valamennyi tátrai hegycsúcsot megmászta és nagyon sok alpesi hegycsúcsra felért. Téli körülmények között 1979-től minden évben egy kárpátokbeli, vagy balkáni 2000–3000 m tszf. magasságú hegységben gerinctúrázott. Egyéb hegymászásai közül kiemelkednek: Elbrusz (5642 méter) 1982-ben. Shingola déli csúcs (körülbelül 6100 méter) India, Jannu és Kasmír, Zanszkár (első magyar megmászás Horányi Gáborral), Csetürjoh (Pamír) 6400 méter, Korzsenyevszkoj (Pamír) 7105 méter 1984-ben. Kenya-hegy (Afrika) 5199 méter, Kilimandzsáró (Afrika) 5895 méter, XIX. Pártkongresszus-csúcs (Pamír, körülbelül 5900 méter) első magyar megmászás Vanicsek Lászlóval, mindhárom 1986-ban. Huascaran (Peru, Fehér-Cordillerák) 6768 méter 1988-ban, Han-Tengri (Tien-San), 6995 méter 1991-ben.

## Írásai
Sok tanulmánya, cikke mellett könyvek szerzője is. Társszerzőkkel megírta a „Budai barlangok” (Budapest, 1992), a „József-hegyi-barlang” (2000), „A Rózsadomb barlangjai” (2002) és „A fokozottan védett József-hegyi-barlang” (2003) című könyveket. Egyedül írta meg a „Kristálybarlang a nagyváros alatt (A budapesti József-hegyi-barlang)” (2014) címmel megjelent könyvet.